# 平顶山高新技术产业开发区
平顶山高新技术产业开发区位于河南省平顶山市，是2010年9月经中国国务院批准升级为国家高新技术产业开发区的高新区，面积48平方公里，总人口4万余人。

## 经济情况
- 1992年8月：经河南省人民政府批准，建立平顶山高新技术产业开发区。
- 1995年：经河南省人民政府批准，设立省级平顶山高新技术产业开发区。
- 2010年9月：经国务院批准，平顶山高新技术产业开发区升级为国家高新技术产业开发区[2]。